# Llanfair Waterdine
Llanfair Waterdine is een civil parish in het bestuurlijke gebied Shropshire, in het Engelse graafschap Shropshire.